# サロンエクスプレス東京

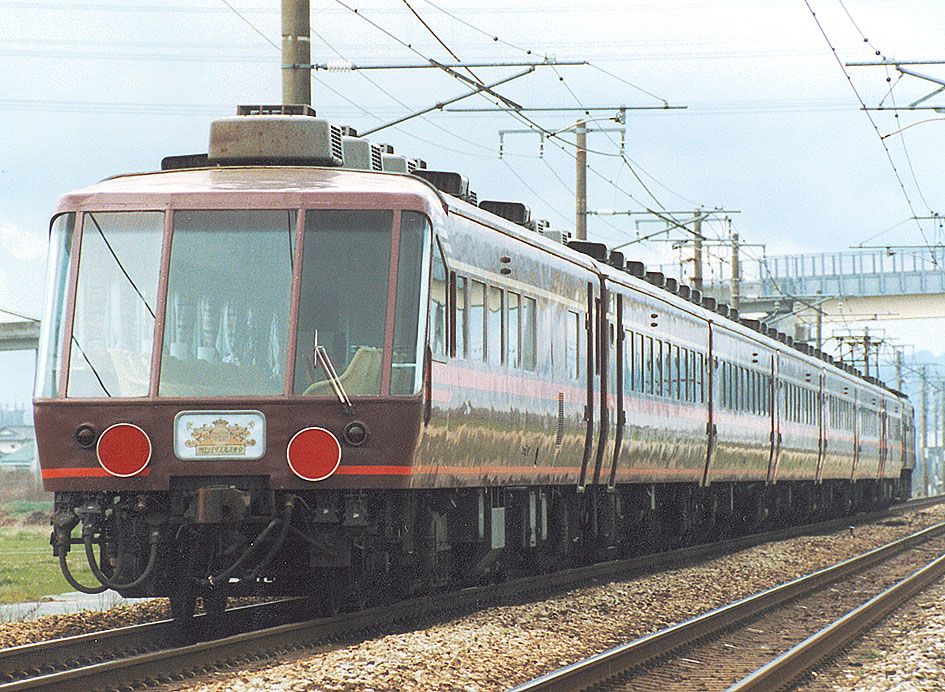
サロンエクスプレス東京

サロンエクスプレス東京（サロンエクスプレスとうきょう）は、日本国有鉄道（国鉄）が1983年（昭和58年）に改造製作した、団体臨時列車用の欧風客車で、ジョイフルトレインと呼ばれる車両の一種である。1987年（昭和62年）の国鉄分割民営化にあたっては東日本旅客鉄道（JR東日本）に引き継がれ、1997年（平成9年）の和式客車「ゆとり」への再改造を経て、2008年（平成20年）まで使用された。
新しい鉄道旅行を創る車両として評価され、1984年（昭和59年）に第27回ブルーリボン賞を鉄道友の会から授与された。

## サロンエクスプレス東京

### 概要
国鉄東京南鉄道管理局（南局）では、1981年（昭和56年）よりスロ62形・スロフ62形客車を改造した和式客車であるスロ81形・スロフ81形客車の6両編成を運用していた。他の鉄道管理局においても和式客車は団体輸送に好評を博していたが、アンノン族世代をはじめとする若年層や当時30代だった団塊の世代からの人気は今ひとつであった。
このため若年層を主なターゲットとし、「ゆったりとした新しい鉄道旅行の演出」をテーマに据えた欧風客車として登場したのが本車両である。従来の「お座敷列車」とは一線を画する存在で、この車両の出現をきっかけに「ジョイフルトレイン」というカテゴリと呼び名が定着した。

### 車両
本節では、登場当時の車両仕様について記述する。
いずれの車両も14系座席車より改造されており、展望車はスロフ14形700番台、中間車はオロ14形700番台を名乗る。改造は和式客車などの改造で実績のある大宮工場（現在：大宮総合車両センター）が担当した。同時期に大阪鉄道管理局で改造製作された「サロンカーなにわ」がオープン座席主体（開放室形）であるのに対し、こちらはコンパートメント席主体（区分室形）となった。
展望室の設置にあたっては、車両の向きを反転させることにより、展望室内に発電用エンジンの排気管が露出するのを避けた。「サロンカーなにわ」においても同様の措置がとられており、以降も展望室を設ける際はこの方法が主流になったが、同時に配電盤の移設が必須となり、改造作業の難易度が高くなってしまった。
全車両がグリーン車扱いである。
- 1号車：スロフ14 701（旧スハフ14 53）- パノラマコンパートメント車（定員23人。展望室〈販売定員外〉7人）
- 2号車：オロ14 701（旧オハ14 133）- コンパートメント車（定員30人）
- 3号車：オロ14 702（旧オハ14 137）- コンパートメント車（定員30人）
- 4号車：オロ14 703（旧オハ14 171）- コンパートメント車（定員30人）
- 5号車：オロ14 704（旧オハ14 172）- コンパートメント車（定員30人）
- 6号車：オロ14 705（旧オハ14 175）- コンパートメント車（定員30人）
- 7号車：スロフ14 702（旧スハフ14 57）- パノラマラウンジ車（販売定員外23人）

#### デザイン
上品な色で、それまで車体外部色としては使用されていなかった色を使用すべく検討した結果、ベースカラーには赤7号が採用された。窓上には黄6号、窓下には朱色3号の細帯を配した。

#### パノラマコンパートメント車
1号車が該当する。スハフ14形の乗務員室側連結面を編成内側に向け、便所および洗面所を撤去した上で車端部を展望室とした。展望室はフリースペースのサロンとしても用いられるため、回転椅子を7脚設置した。
客室は側廊下式で6人用個室3室と5人用個室が1室設けられており、6人個室ではL字型の4人掛けソファと2人掛けソファを配している。内装色についてはえんじ色系統で構成されている。

#### コンパートメント車
2号車から6号車までが該当する。客室は側廊下式で6人用個室5室が設けられているが、このうち1室はややスペースが狭くなっており、3人掛けソファが向かい合わせで設置されている。内装色については奇数号車がえんじ色系統、偶数号車はライトグリーン系統で構成されている。ラウンジ側にトイレおよび洗面所を向けるため6号車のみ逆向きであるが、側廊下は同じ側に設置されている。

#### パノラマラウンジ車
7号車が該当する。1号車とは異なり、展望室とラウンジが一体化した構造で、展望室部分には回転椅子とサイドテーブルが、ラウンジ部分にはソファとテーブルがそれぞれ設置される。乗務員室寄りに設置されたビュフェカウンターからは、パノラマラウンジ内での飲食物の提供はもとより、各コンパートメントへのルームサービスによる飲食物の提供も行われた。ラウンジの照明はコンピュータ制御により、さまざまな雰囲気を演出できるようにした。
またイベント用として、ビデオカメラ、カラオケおよびオーディオ機器を装備した車販準備室が設置されており、ここから全個室へ音声や映像を配信できる。ビデオデッキはVHS、オーディオはカセットで、いずれも音声はモノラルであった。

### 沿革

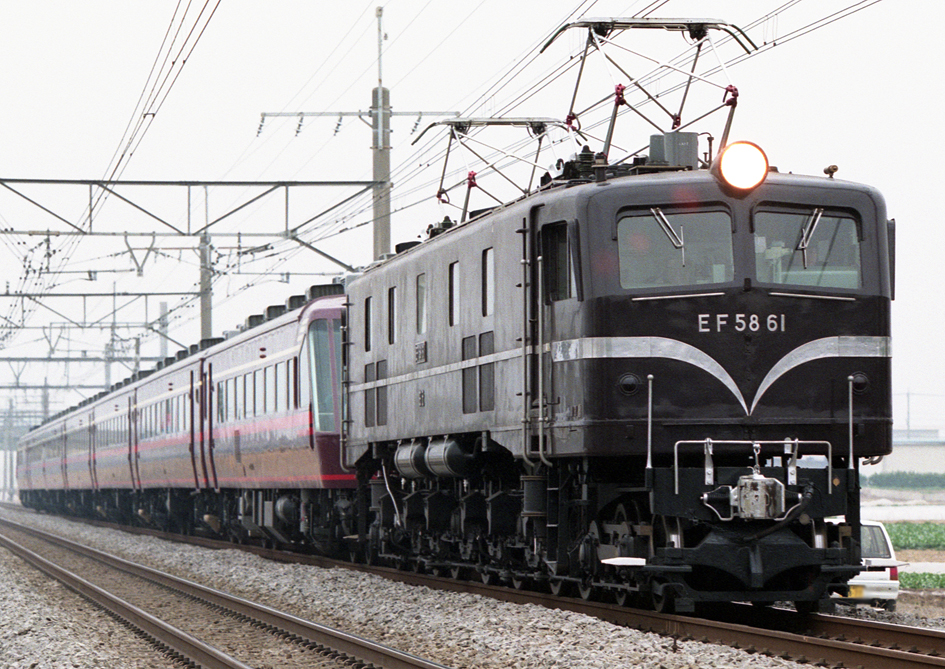
EF58 61に牽引されるサロンエクスプレス東京

1983年8月17日に一般公開され、8月20日より運用を開始した。当初は一部車両の改造スケジュールの都合により、2両欠車の5両編成での運行となったが、10月には全車両の改造が終了し、7両編成で運行されるようになった。当初は品川客車区（現在：東京総合車両センター田町センター）の配置だったが、後に同所の無配置化に伴い尾久客車区（現在：尾久車両センター）に転属した。
専用の牽引機は用意されなかったが、特に直流区間においては、当時JR東日本が運用していた2両のEF58（特に61号機）が牽引することが多かった。これは、ぶどう色2号に塗られ重厚感のあるEF58と本車両のカラーリングがマッチしていたことと、お召し列車専用機であるEF58 61の機能維持を兼ねる目的があった。
団体専用列車として築地市場（東京市場）や隅田川貨物に入線したり、「サロンエクスプレス踊り子」をはじめとした臨時特急にも使用されるなどした。特徴的な運用としては、1983年9月23日に雑誌「鉄道ジャーナル」200号記念のミステリー列車に起用され、大井川鉄道（現在：大井川鐵道）大井川本線へ乗り入れてC11 227牽引された。同鉄道への欧風客車の乗り入れ実績はこれが唯一である。
しかし、全室がコンパートメント（個室）という構造から運用面では扱いにくく、メインターゲットとしていたアンノン族世代の海外旅行志向の高まりもあって、バブル崩壊後の1990年代中盤になると稼働率が低下した。このため、1997年1月4日限りで欧風客車としての運用を終了することになった。

## ゆとり

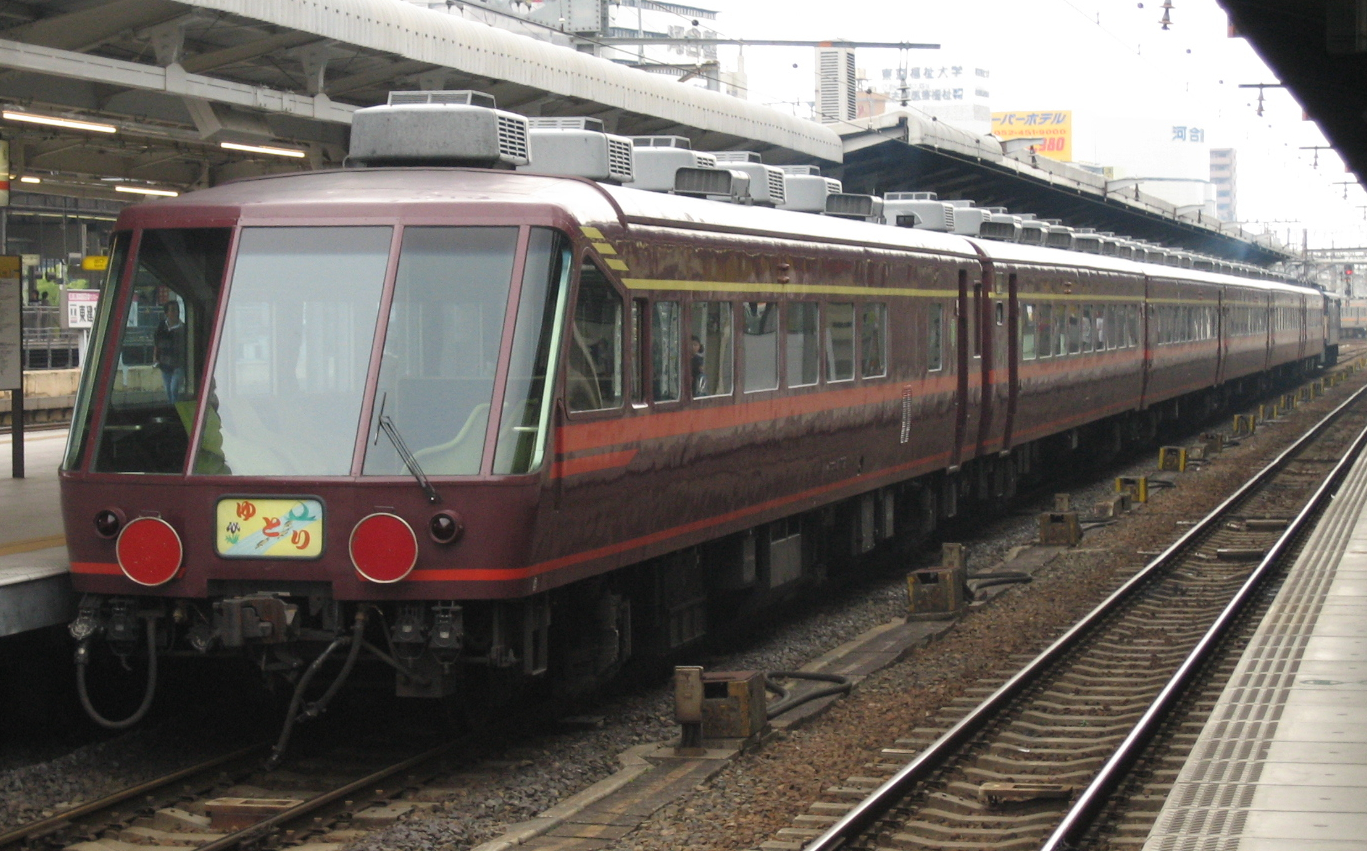
ゆとり

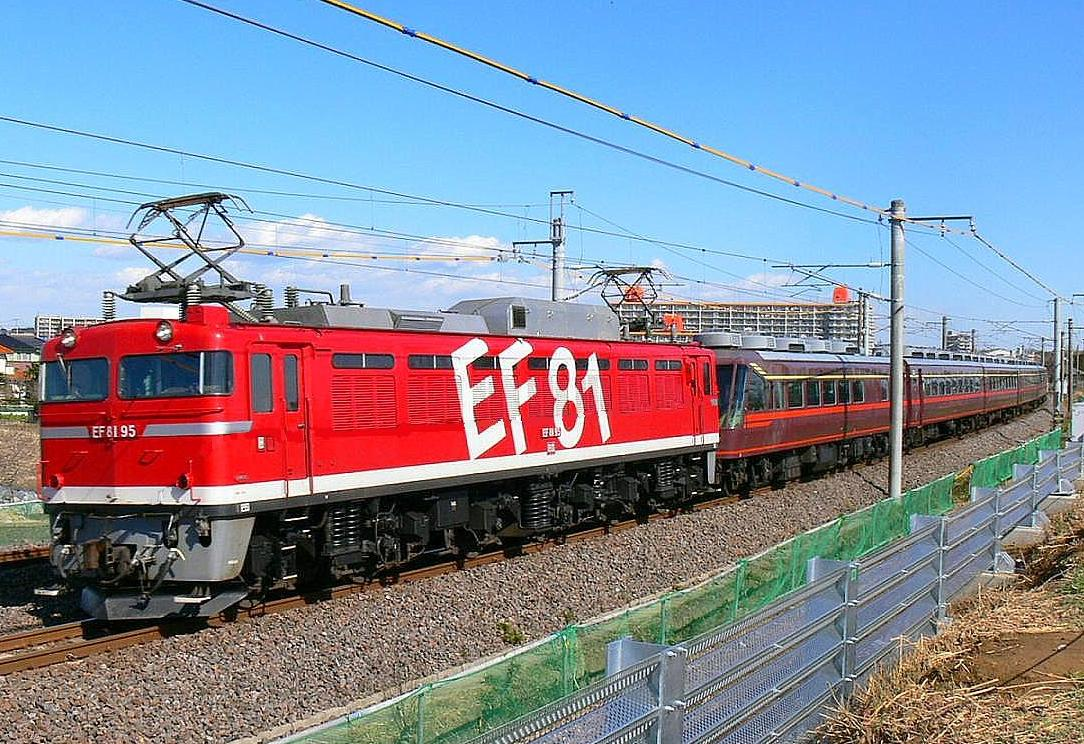
EF81 95に牽引されるゆとり

欧風客車としての運用終了後、大宮工場において和式（お座敷）客車へ改造された。これは、中高年代層の団体輸送の需要が高い和式客車への改造を行うことで、旅客サービスの向上により増収策の強化を図ったものである。この改造に伴う改番は行われず、外部塗色も従来通りであるが、編成愛称は「ゆとり」と改められた。
和式客車では6両編成が適正な輸送規模と判断されたことから、オロ14 702は編成から外されて新潟支社に転出し、同支社の12系お座敷列車編成にロビーカーとして組み込まれた。車内は個室パーティション、ソファ、ラウンジも含めて全て撤去され、全車両が掘りごたつ仕様となった。そのほか、内装化粧板の更新や、荷物置き場の設置などが行われた。なお、両端の展望室については回転式ソファ7脚を設置したほか、中間の各車両にも談話室が設けられ、「サロンエクスプレス東京」時代も使用されていた3人掛けのソファが設置された。
| 車内 |  | 3人掛けのソファ |
| 車内 |  | 3人掛けのソファ |

編成の内容は次のとおり。
- 1号車：スロフ14 701 - 展望車・定員24人
- 2号車：オロ14 701 - 定員28人
- 3号車：オロ14 703 - 定員28人
- 4号車：オロ14 704 - 定員28人
- 5号車：オロ14 705 - 定員28人
- 6号車：スロフ14 702 - 展望車・定員24人

老朽化に加え、客車列車のため機関車の付け替えなどに手間がかかる上、速度面でダイヤ設定が難しくなったことなどから、2008年3月9日限りで運用を終了した。本編成の運用離脱により、JR東日本が運用する客車のジョイフルトレインは「SLばんえつ物語」で使用される12系客車のみとなった。
両端の展望車であるスロフ14 701・702の2両は、しばらく解体されず尾久車両センター内に保留車として留置されていたが、2015年（平成27年）7月7日、長野総合車両センターへ廃車回送された。

## 注記
1. ↑  国鉄慣用色名称「薄卵色」、マンセル記号「5Y 9/4.7」。
2. ↑  『鉄道ジャーナル』第31巻第3号、鉄道ジャーナル社、1997年3月、101頁。